# Fichtenhöhe (Pillkallen)
Fichtenhöhe, bis 1928 Berszeningken, litauisch Beržininkai, ist ein verlassener Ort im Rajon Krasnosnamensk der russischen Oblast Kaliningrad.
Die Ortsstelle befindet sich an der Grenze zu Litauen an der Scheschuppe acht Kilometer nördlich von Kutusowo (Schirwindt) und neun Kilometer ostsüdöstlich von Pobedino (Schillehnen/Schillfelde). Auf litauischer Seite befindet sich der Ort Turčinai.

## Geschichte

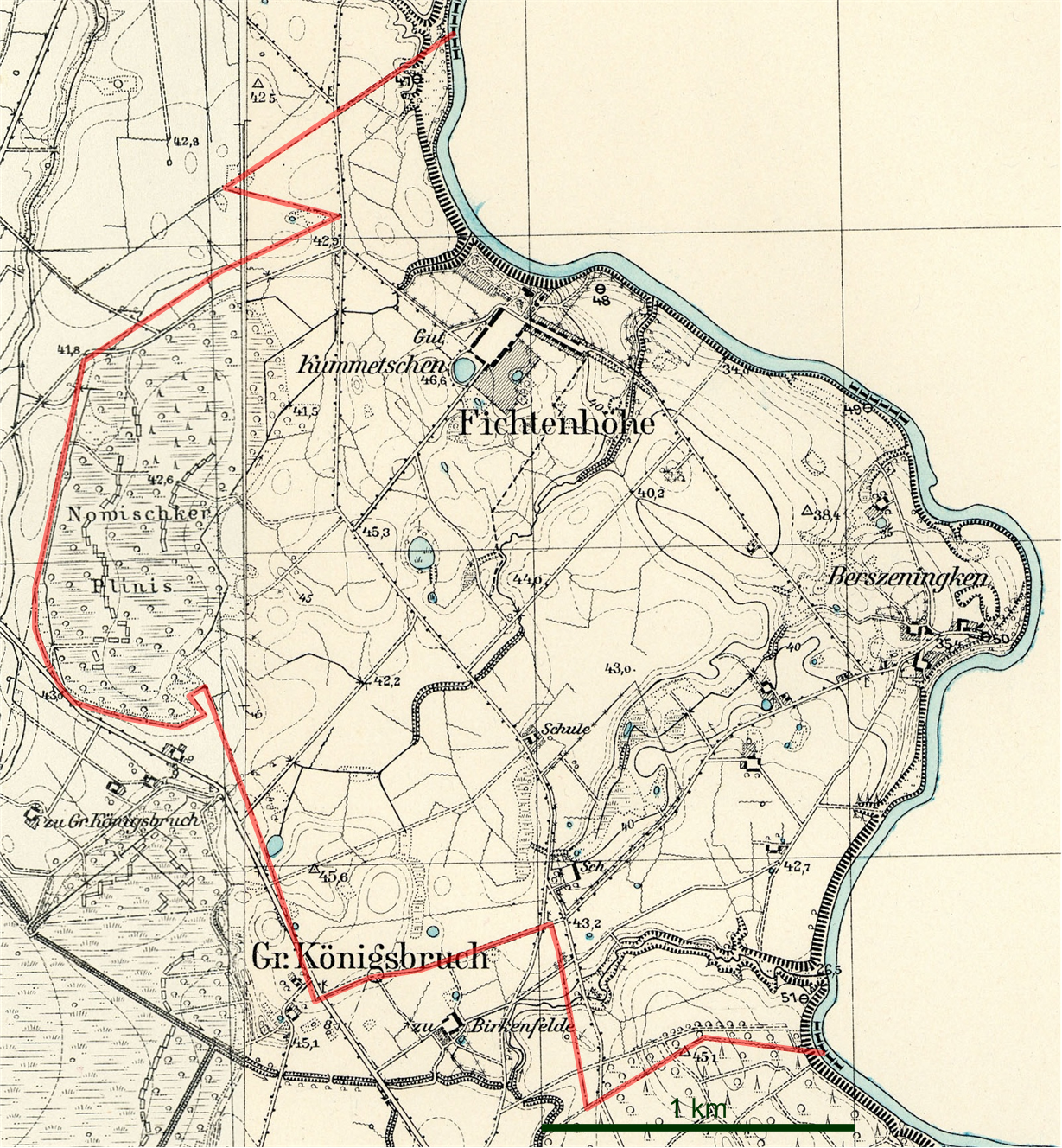
Die Landgemeinde Fichtenhöhe auf einem Messtischblatt von 1934

Die Landgemeinde Fichtenhöhe wurde im Jahr 1928 durch Zusammenschluss der Landgemeinde Berszeningken (s. u.) mit dem Gutsbezirk Kummetschen (s. u.) gebildet (formal durch Umbenennung der Gemeinde und Anschlusses des Gutsbezirkes). Sie gehörte zum Amtsbezirk Doristhal im Kreis Pillkallen. 1945 kam der Ort in Folge des Zweiten Weltkrieges mit dem nördlichen Ostpreußen zur Sowjetunion. Einen russischen Namen erhielt er nicht mehr.

### Einwohnerentwicklung
| Jahr | Einwohner |
| ---- | --------- |
| 1933 | 166       |
| 1939 | 149       |

### Berszeningken
Um 1780 war Berszeningken ein adeliges Dorf. 1874 wurde die Landgemeinde Berszeningken in den neu gebildeten Amtsbezirk Doristhal  eingegliedert. 1928 ging die Landgemeinde Berszeningken in der neu gebildeten Landgemeinde Fichtenhöhe auf. Seit 1938 wurde der Ortsteil nicht mehr benannt.

#### Einwohnerentwicklung
| Jahr | Einwohner | Bemerkungen   |
| ---- | --------- | ------------- |
| 1867 | 110       |               |
| 1871 | 100       |               |
| 1885 | 80        | davon 5 Juden |
| 1905 | 78        |               |
| 1910 | 61        |               |

### Kummetschen
Auch das eineinhalb Kilometer nordwestlich von Berszeningken gelegene Kummetschen war um 1780 ein adeliges Dorf. Später wurde daraus ein Rittergut. 1874 wurde auch der Gutsbezirk Kummetschen in den Amtsbezirk Doristhal eingegliedert. 1928 wurde er an die neu gebildete Landgemeinde Fichtenhöhe angeschlossen. Dort wurde der Ortsteil seit 1938 nicht mehr benannt.

#### Einwohnerentwicklung
| Jahr | Einwohner |
| ---- | --------- |
| 1867 | 161       |
| 1871 | 151       |
| 1885 | 198       |
| 1905 | 132       |
| 1910 | 138       |
| 1925 | 152       |

## Kirche
Fichtenhöhe wie auch Berszeningken und Kummetschen gehörten zum evangelischen Kirchspiel Schirwindt. Die katholischen Minderheiten von Berszeningken und Kummetschen (jeweils weniger als zehn Bewohner) waren bis 1930 in Bilderweitschen und dann in Schillehnen eingepfarrt.